# Краснодарское высшее военное училище имени генерала армии С. М. Штеменко

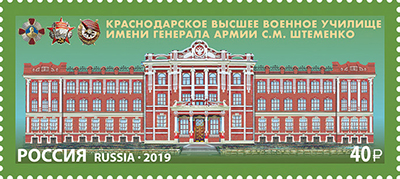
Почтовая марка России 2019 года, запечатлены историческое здание главного учебного корпуса и награды Училища

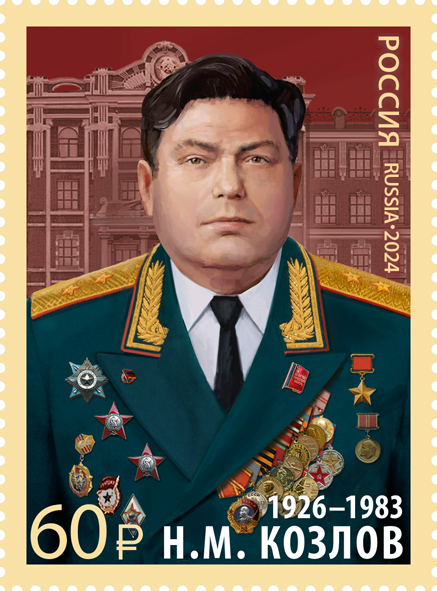
Марка Почты России, на которой изображен начальник училища Н. М. Козлов, и на фоне - фрагмент здания училища.

Краснода́рское вы́сшее вое́нное ордено́в Жу́кова и Октя́брьской Револю́ции Краснознамённое учи́лище имени генера́ла а́рмии С. М. Штеме́нко готовит военных специалистов по защите информации для всех видов и родов войск Вооруженных Сил Российской Федерации. Относится к ведению Восьмого управления ГШ ВС РФ.

## История училища
Училище является одним из старейших и единственным по профилю подготовки военно-учебным заведением Министерства обороны Российской Федерации.

### Советское время
- 17.09.1929 г. — приказом Реввоенсовета СССР № 283/58 в г. Москве при Управлении Делами НКВМ и РВС СССР созданы Курсы совершенствования среднего и старшего начальствующего состава по подготовке работников спецорганов. Занятия на Курсах начались 15 ноября 1929 года[2][3]; с этого дня берет свое начало история военного училища, которое прошло славный путь развития от краткосрочных курсов до современного высшего военно-учебного заведения;
- 1930 г. — специальные курсы усовершенствования среднего и старшего начальствующего состава реорганизованы в специальное отделение штабной службы при Стрелково-тактических курсах усовершенствования комсостава Рабоче-крестьянской Красной армии (РККА) имени III Коминтерна;
- 1932 г. — специальное отделение штабной службы при Стрелково-тактических курсах после переформирования курсов «Выстрел» реорганизуется в специальный курс «С» Московских курсов усовершенствования командного состава (КУКС) механизированных войск РККА;
- 1934 год — курсы передислоцированы в г. Тамбов (выпускники принимали участие в боях у озера Хасан, на реке Халхин-Гол, в советско-финской войне, в боевых действиях в Испании и Китае);
- 1941 год — КУКС передислоцированы в поселок Сенгилей Ульяновской области, а в 1942 году — в г. Ульяновск;
- 1942 г. — КУКС передислоцированы в г. Ульяновск; В июне 1942 года курсанты училища были отправлены на фронт в район Сталинграда. В боях у Калача-на-Дону (июль-август 1942) курсантский полк понес большие потери и прекратил свое существование[a];
- 1943 г. — КУКС получили новое наименование — Специальные курсы усовершенствования офицерского состава Красной Армии (СКУОС) и получили первое Боевое Знамя;
- 1944 год — СКУОС передислоцированы в п. Новобелица Гомельской области;
- 1948 год — СКУОС передислоцированы в г. Воронеж;
- 1949 год — СКУОС передислоцированы в г. Ростов-на-Дону (в 1950 году под руководством генерал-лейтенанта П. Н. Белюсова на базе курсов создано среднее военное училище специальной связи). Начальником училища назначен генерал-майор Ежов А. П. (на должности в 1949—1959 годах);
- 1954 год — Училище передислоцировано в г. Краснодар (в 1964 году Училище переименовано в Краснодарское военное училище — КВУ) и вручено Боевое Знамя с новым наименованием;
- 1968 г. — Указом Президиума Верховного Совета СССР от 22 февраля за большие заслуги в подготовке офицерских кадров для Вооруженных Сил СССР КВУ награждено орденом Красного Знамени и стало именоваться Краснодарским военным Краснознаменным училищем (КВКУ);
- 1969 г. — КВКУ преобразовано в высшее с 4-х годичным сроком обучения и получило наименование — Краснодарское высшее военное Краснознаменное училище (КВВКУ);
- 1977 г. — постановлением Совета Министров СССР от 10 февраля 1977 г. № 130 и приказом Министра обороны СССР от 24 февраля 1977 г. № 79 КВВКУ присвоено имя видного советского военачальника генерала армии Штеменко Сергея Матвеевича и стало именоваться Краснодарским высшим военным Краснознаменным училищем имени генерала армии Штеменко С. М.;
- 1979 г. — указом Президиума Верховного Совета СССР от 20 ноября за большие заслуги в деле подготовки высококвалифицированных офицерских кадров КВВКУ было награждено вторым орденом — орденом Октябрьской Революции и стало именовать Краснодарским высшим военным ордена Октябрьской Революции Краснознаменным училищем имени генерала армии Штеменко С. М.;
- 1986 г. — КВВКУ вручено Боевое Знамя с новым наименованием;
- 1989 г. — указом Президиума Верховного Совета РСФСР от 10 ноября за большой вклад в подготовку офицерских кадров Училище награждено Почетной грамотой Президиума Верховного совета РСФСР.

### 1990-е годы
- 1994 год — Училище переведено на пятилетнюю форму обучения; первый набор на пятилетнее и последний на четырёхлетнее обучение;
- 1998 год — Училище переименовано в Краснодарский военный институт (КВИ);
- 1999 год — за большой вклад в укрепление обороноспособности страны и подготовку высококвалифицированных кадров Президент РФ объявил благодарность личному составу военного института.

### 2000-е — 2010-е годы
- 2004 год — КВИ преобразован в Краснодарское высшее военное училище (военный институт) имени генерала армии С. М. Штеменко;
- 12 июня 2008 года — Училищу вручено Боевое Знамя нового образца;
- 2009 год — Училище реорганизовано в филиал Военной академии связи имени Маршала Советского Союза С. М. Буденного; решением Совета Министров обороны Организации Договора о коллективной безопасности от 9 декабря 2010 года Училищу придан статус базовой учебно-методической организации по подготовке военных кадров для вооруженных сил государств-членов Организации Договора о коллективной безопасности по специальностям в области информационной безопасности.

## 2015-й год и настоящее время[4]
- в 2015 году Училищу возвращены самостоятельный статус и название: «Краснодарское высшее военное училище имени генерала армии С. М. Штеменко»;
- 2018 г. — с благословения Святейшего Патриарха Московского и всея Руси Кирилла Службе защиты государственной тайны ВС РФ определён небесным покровителем Архангел Гавриил и с благословения Митрополита Екатеринодарского и Кубанского Исидора с 2019 года всем выпускникам КВВУ вручается личный медальон с изображением Архангела Гавриила;
- 2019 г. — указом Президента Российской Федерации от 13 июня № 272 за заслуги в обеспечении безопасности государства, укреплении его обороноспособности и подготовке высококвалифицированных военных кадров КВВУ награждено орденом Жукова, а приказом Министра обороны РФ от 29 августа № 492 КВВУ возвращено почетное наименование с использованием наград и стало именоваться Краснодарским высшим военным орденов Жукова и Октябрьской Революции Краснознаменным училищем имени генерала армии С. М. Штеменко[5];
- 13 ноября 2019 года состоялась торжественная церемония памятного гашения марки, посвящённой Училищу[6];
- 2021 г. — торжественное открытие нового корпуса Училища, расположенного на улице имени Грибоедова.
- 1 сентября 2023 года Училище начало обучение военнослужащих по специальности «Управление персоналом».

В настоящее время Училище готовит военных специалистов по защите информации и специалистов в области управления для всех видов и родов войск Вооруженных Сил Российской Федерации, центральных органов военного управления Министерства обороны РФ и других федеральных органов исполнительной власти Российской Федерации, а также военнослужащих вооруженных сил иностранных государств, в том числе государств-участников СНГ, по направлениям информационной безопасности.

## Награды училища
- Орден Красного Знамени (1968 г.);
- Орден Октябрьской Революции (1979 г.);
- Орден Жукова[5] (2019 г.).

## Начальники училища[7]
| Воинское звание   | Фамилия Имя Отчество            | Годы управления училищем |
| ----------------- | ------------------------------- | ------------------------ |
| генерал-майор     | Сергеев Семён Михайлович        | 1959—1975 гг.            |
| генерал-лейтенант | Козлов Николай Михайлович       | 1975—1983 гг.            |
| генерал-лейтенант | Чехонин Герман Петрович         | 1984—1991 гг.            |
| генерал-майор     | Бельников Владимир Валентинович | 1991—1995 гг.            |
| генерал-майор     | Макаров Юрий Петрович           | 1995—2006 гг.            |
| генерал-майор     | Харлан Виктор Степанович        | 2006—2010 гг.            |
| полковник         | Юрков Владимир Александрович    | 2010—2014 гг.            |
| полковник         | Коржан Эдуард Алексеевич        | 2014—2020 гг.            |
| генерал-майор     | Шпырня Игорь Валентинович       | с 2020 г.                |

### Комментарии
1. ↑  На фронт были отправлены также курсанты Грозненского, Винницкого, 2-го Орджоникидзевского училищ и некоторых других. К концу августа сохранился лишь полк Орджоникидзевского училища, находившийся в резерве.

### Сноски
1. ↑  Профиль на Mil.Ru: «Восьмое управление Генерального штаба Вооруженных Сил Российской Федерации». Дата обращения: 4 декабря 2017. Архивировано 30 августа 2018 года.
2. 1 2  Краснодарское высшее военное училище имени генерала армии С.М. Штеменко : Министерство обороны Российской Федерации. ens.mil.ru. Дата обращения: 26 января 2016. Архивировано из оригинала 3 февраля 2016 года.
3. ↑  Профиль на SovInformBuro.Com
4. ↑  Официальный сайт: история. Дата обращения: 12 декабря 2019. Архивировано 12 декабря 2019 года.
5. 1 2  Шойгу вручил ордена Жукова двум военным вузам. Дата обращения: 18 октября 2019. Архивировано 18 октября 2019 года.
6. ↑  13 ноября состоялась торжественная церемония памятного гашения марки, посвящённой Краснодарскому высшему военному училищу имени генерала армии С.М. Штеменко. Дата обращения: 22 ноября 2022. Архивировано 22 ноября 2022 года.
7. ↑  Начальники училища. kvvu.mil.ru. Дата обращения: 31 мая 2020. Архивировано 25 апреля 2021 года.